# Pero subochreata
Pero subochreata är en fjärilsart som beskrevs av W. Warren 1900. Pero subochreata ingår i släktet Pero och familjen mätare. Inga underarter finns listade i Catalogue of Life.